# Rocznik kamieniecki
Rocznik kamieniecki – zachowany fragmentarycznie polski średniowieczny rocznik z XIII wieku.
Rocznik kamieniecki należy do rodziny roczników tworzonych na Śląsku w środowisku cystersów. Rocznik stanowi kompilację innych źródeł stworzoną w XIII w., o czym świadczy jego początek: „Ista accepta sunt de cronicis polonorum”. Kompilacja ta powstała po 1250 (data fundacji klasztoru). Rocznik zachował się w ułamkowej karcie, przechowywanej dawniej w klasztorze kamienieckim, aczkolwiek była ona prawdopodobnie fragmentem większej całości. Karta obejmuje lata 965–1165. Oprócz informacji prawdziwych zawiera też szereg błędnych wiadomości. Pokrewieństwo z Rocznikiem kamienieckim wykazuje fragment pisany w XVI w., obejmujący lata 965–1013, przechowywany dawniej w Bibliotece Baworowskich we Lwowie.